# Seleção Alemã de Futebol Feminino
A Seleção Alemã de Futebol Feminino é uma das seleções reinantes no futebol feminino mundial.

## História
A Seleção Alemã Feminina foi oficialmente criada em 1982- 12 anos após o fim da proibição do futebol feminino- sendo Gero Bisanz  o responsável por formar novos técnicos e comandar a seleção.
O primeiro jogo da Alemanha foi contra a Suíça em Colhença e foi um placar positivo a favor das alemãs, que venceram por 5×1.Apesar do bom resultado, havia um problema, o elenco era formado majoritariamente por jogadoras mais velhas que estavam em estágios avançados de sua carreira.Portanto, aquele time não era o ideal a longo prazo.
Com um time de faixa etária avançada, sem uma base formada, curto espaço de tempo para treinar e poucas pessoas trabalhando com o técnico Bisanz o resultado foi um previsível fracasso a Alemanha ganhou apenas 5 jogos dos 21 disputados, nos três anos iniciais, e ficou de fora das duas primeiras edições do Campeonato Europeu de Futebol Feminino -torneio equivalente a Eurocopa masculina- que na época contava com apenas quatro equipes.
A situação começou a mudar quando Bisanz passou a receber maior apoio da Federação e também quando modificou a sua forma de treinar.O resultado dessa mudança foram perceptíveis, pois nas Eliminatórias da Euro de 1989, a equipe teve 4 vitórias e 2 empates em 6 jogos disputados.Assim garantindo a participação no torneio que seria realizado em casa.
O campeonato europeu de 89 foi frutífero para a anfitriã que enfrentou a Noruega,campeã da Euro de 87, na final. E, contrariando as expectativas, a Alemanha venceu tranquilamente a Noruega naquele jogo pelo placar de 4 a 1 e se sagrou campeã do Campeonato Europeu pela primeira vez.
Ainda sob o comando de Gero Bisanz, a Alemanha conquistaria mais dois títulos de Euro em 1991 (primeira edição organizada pela UEFA) e 1995.Um ano depois Bisanz deixou o cargo e sua assistente Tina Theune assumiu o comando da seleção.
Comando de Tina Theune: Primeira Estrela
Com a saída de Bisanz, a Alemanha continuou dominante na Europa sob o comando de Tina Theune vencendo três Eurocopas e finalmente se consagrando campeã mundial pela primeira vez.
A Final contra a Suécia foi um embate épico onde as suecas saíram com a vantagem logo no primeiro tempo com gol de Hanna Ljungberg.Mas na segunda etapa um passe magistral de Birgit Prinz permitiu que Maren Meinert empatasse o jogo nos minutos iniciais.Com o placar igualado o jogo foi para a prorrogação e no tempo extra, Nia Künzer fez o gol de ouro que deu o título da Copa do Mundo para a Alemanha.
Com essa conquista inédita a Alemanha se tornou o primeiro país a conquistar a Copa do Mundo tanto com a seleção masculina quanto com a feminina.
Comando de Silvia Neid: Segunda Estrela
Em 2005, Tina Theune deixaria o comando nas mãos de sua assistente Silvia Neid.Com ela a Alemanha conquistaria o bicampeonato da Copa do Mundo (em 2007) duas Eurocopas e um inédito ouro olímpico.
Na final da Copa de 2007, a Alemanha enfrentou o Brasil e venceu pelo placar de 2x0 com gols de Birgit Prinz aos 52 minutos e de Simone Ladehr aos 86'.Assim tornando-se a primeira Seleção Feminina a conquistar a Copa do Mundo por duas vezes consecutivas.
Já nos Jogos Olímpicos as alemãs conquistaram a medalha de ouro em 2016 no Rio de Janeiro ao derrotar a Suécia na final, além de terem conquistado outras quatro medalhas de bronze em 2000, 2004, 2008 e 2024.

## Títulos
- Copa do Mundo de Futebol Feminino: 2003, 2007
- Futebol nos Jogos Olímpicos: 2016
- Eurocopa Feminina: 1989[2], 1991, 1995, 1997, 2001, 2005, 2009, 2013
- Algarve Cup: 2006, 2012, 2014, 2020
- Copa do Mundo de Futebol Feminino Sub-20: 2004, 2010, 2014
- Campeonato Europeu de Futebol Feminino Sub-19: 2000, 2001, 2002, 2006, 2007, 2011
- Campeonato Europeu de Futebol Feminino Sub-17: 2008, 2009, 2012, 2014, 2016, 2017, 2019, 2022
- Women's World Invitational Tournament: 1981,1984

## Campanhas destacadas
- Copa do Mundo de Futebol Feminino
  - 2º lugar - 1995
  - 4º lugar - 1991, 2015
- Olimpíadas
  - Medalha de Bronze em 2000, 2004, 2008, 2024
- Eurocopa Feminina
  - 4º lugar - 1993
- Copa do Mundo de Futebol Feminino Sub-20
  - 2º lugar - 2012
  - 3º lugar - 2002, 2008
- Copa do Mundo de Futebol Feminino Sub-17
  - 3º lugar - 2008

## Resultados 2016
| Data       | Cidade         | Competição              | Local          |                | Resultado |               | Visitante     |
| ---------- | -------------- | ----------------------- | -------------- | -------------- | --------- | ------------- | ------------- |
| 03/03/2016 | Tampa          | Copa SheBelieves 2016   | Alemanha       | Alemanha       | 1:0       | França        | França        |
| 06/03/2016 | Nashville      | Copa SheBelieves 2016   | Alemanha       | Alemanha       | 2:1       | Inglaterra    | Inglaterra    |
| 09/03/2016 | Boca Raton     | Copa SheBelieves 2016   | Estados Unidos | Estados Unidos | 2:1       | Alemanha      | Alemanha      |
| 08/04/2016 | Istambul       | Classifi. Eurocopa 2017 | Turquía        | Turquia        | 0:6       | Alemanha      | Alemanha      |
| 12/04/2016 | Osnabruque     | Classifi. Eurocopa 2017 | Alemanha       | Alemanha       | 2:0       | Croácia       | Croácia       |
| 22/07/2016 | Paderborn      | Amistoso                | Alemanha       | Alemanha       | 11:0      | Gana          | Gana          |
| 03/08/2016 | São Paulo      | Rio 2016                | Zimbabwe       | Zimbabwe       | 1:6       | Alemanha      | Alemanha      |
| 06/08/2016 | São Paulo      | Rio 2016                | Alemanha       | Alemanha       | 2:2       | Austrália     | Austrália     |
| 09/08/2016 | Brasília       | Rio 2016                | Alemanha       | Alemanha       | 1:2       | Canadá        | Canadá        |
| 12/08/2016 | Salvador       | Rio 2016                | China          | China          | 0:1       | Alemanha      | Alemanha      |
| 16/08/2016 | Belo Horizonte | Rio 2016                | Canadá         | Canadá         | 0:2       | Alemanha      | Alemanha      |
| 19/08/2016 | Rio de Janeiro | Rio 2016                | Suécia         | Suécia         | 1:2       | Alemanha      | Alemanha      |
| 16/09/2016 | Khimki         | Classifi. Eurocopa 2017 | Rússia         | Rússia         | 0:4       | Alemanha      | Alemanha      |
| 20/09/2016 | Győr           | Classifi. Eurocopa 2017 | Hungria        | Hungria        | 0:1       | Alemanha      | Alemanha      |
| 22/10/2016 | Ratisbona      | Amistoso                | Alemanha       | Alemanha       | 4:2       | Áustria       | Áustria       |
| 25/10/2016 | Aalen          | Amistoso                | Alemanha       | Alemanha       | 4:2       | Países Baixos | Países Baixos |
| 29/11/2016 | Chemnitz       | Amistoso                | Alemanha       | Alemanha       | 1:1       | Noruega       | Noruega       |

## Resultados 2017
| Data       | Cidade           | Competição                   | Local           |                | Resultado |             | Visitante   |
| ---------- | ---------------- | ---------------------------- | --------------- | -------------- | --------- | ----------- | ----------- |
| 01/03/2017 | Chester          | Copa SheBelieves 2017        | Estados Unidos  | Estados Unidos | 1:0       | Alemanha    | Alemanha    |
| 04/03/2017 | Harrison         | Copa SheBelieves 2017        | França          | França         | 0:0       | Alemanha    | Alemanha    |
| 07/03/2017 | Washington, D.C. | Copa SheBelieves 2017        | Alemanha        | Alemanha       | 1:0       | Inglaterra  | Inglaterra  |
| 09/04/2017 | Erfurt           | Amistoso                     | Alemanha        | Alemanha       | 2:1       | Canadá      | Canadá      |
| 04/07/2017 | Sandhausen       | Amistoso                     | Alemanha        | Alemanha       | 3:1       | Brasil      | Brasil      |
| 17/07/2017 | Breda            | Eurocopa Feminina 2017       | Alemanha        | Alemanha       | 0:0       | Suécia      | Suécia      |
| 21/07/2017 | Tilburgo         | Eurocopa Feminina 2017       | Alemanha        | Alemanha       | 2:1       | Itália      | Itália      |
| 25/07/2017 | Utrecht          | Eurocopa Feminina 2017       | Rússia          | Rússia         | 0:2       | Alemanha    | Alemanha    |
| 29/07/2017 | Roterdão         | Eurocopa Feminina 2017       | Alemanha        | Alemanha       | 1:2       | Dinamarca   | Dinamarca   |
| 16/09/2017 | Ingolstadt       | Classifi. Copa do Mundo 2019 | Alemanha        | Alemanha       | 6:0       | Eslovénia   | Eslovénia   |
| 19/09/2017 | Ústí nad Labem   | Classifi. Copa do Mundo 2019 | República Checa | Chéquia        | 0:1       | Alemanha    | Alemanha    |
| 20/10/2017 | Wiesbaden        | Classifi. Copa do Mundo 2019 | Alemanha        | Alemanha       | :         | Islândia    | Islândia    |
| 24/10/2017 | Großaspach       | Classifi. Copa do Mundo 2019 | Alemanha        | Alemanha       | :         | Ilhas Faroe | Ilhas Feroe |
| 24/11/2017 | Bielefeld        | Amistoso                     | Alemanha        | Alemanha       | :         | França      | França      |

Atualizado: 19.09.2017

## Jogadoras com mais gols
| #  | Nome               | Período                 | Gols |
| -- | ------------------ | ----------------------- | ---- |
| 1  | Birgit Prinz       | 27.07.1994 - 30.06-2011 | 128  |
| 2  | Heidi Mohr         | 19.05.1986 - 29.09.1996 | 83   |
| 3  | Inka Grings        | 05.05.1996 - 26.10.2011 | 64   |
| 4  | Célia Šašić        | 28.01.2005 - 04.07.2015 | 63   |
| 5  | Bettina Wiegmann   | 01.10.1989 - 12.10.2003 | 51   |
| 6  | Anja Mittag        | 31.03.2004 - presente   | 50   |
| 7  | Silvia Neid        | 10.11.1982 - 25.07.1996 | 48   |
| 8  | Kerstin Garefrekes | 17.11.2001 - 09.07.2011 | 43   |
| 9  | Martina Müller     | 22.07.2000 - 29.11.2012 | 37   |
| 10 | Alexandra Popp     | 17.02.2010 - presente   | 35   |
| 10 | Renate Lingor      | 25.10.1995 - 21.08.2008 | 35   |

Atualizado: 19.09.2017

## Jogadoras com mais aparições
| #  | Nome              | Período                 | Aparições |
| -- | ----------------- | ----------------------- | --------- |
| 1  | Birgit Prinz      | 27.07.1994 - 30.06-2011 | 214       |
| 2  | Kerstin Stegemann | 13.04.1995 - 10.08.2009 | 191       |
| 3  | Ariane Hingst     | 27.08.1996 - 05.07.2011 | 174       |
| 4  | Anja Mittag       | 31.03.2004 - presente   | 158       |
| 5  | Bettina Wiegmann  | 01.10.1989 - 12.10.2003 | 154       |
| 6  | Renate Lingor     | 25.10.1995 - 21.08.2008 | 149       |
| 7  | Sandra Minnert    | 28.05.1992 - 01.11.2007 | 147       |
| 8  | Nadine Angerer    | 27.08.1996 - 04.07.2015 | 146       |
| 9  | Doris Fitschen    | 04.10.1986 - 07.07.2001 | 144       |
| 10 | Annike Krahn      | 28.01.2005 - 19.08.2016 | 137       |

Atualizado: 19.09.2017